# Buffalo Jills

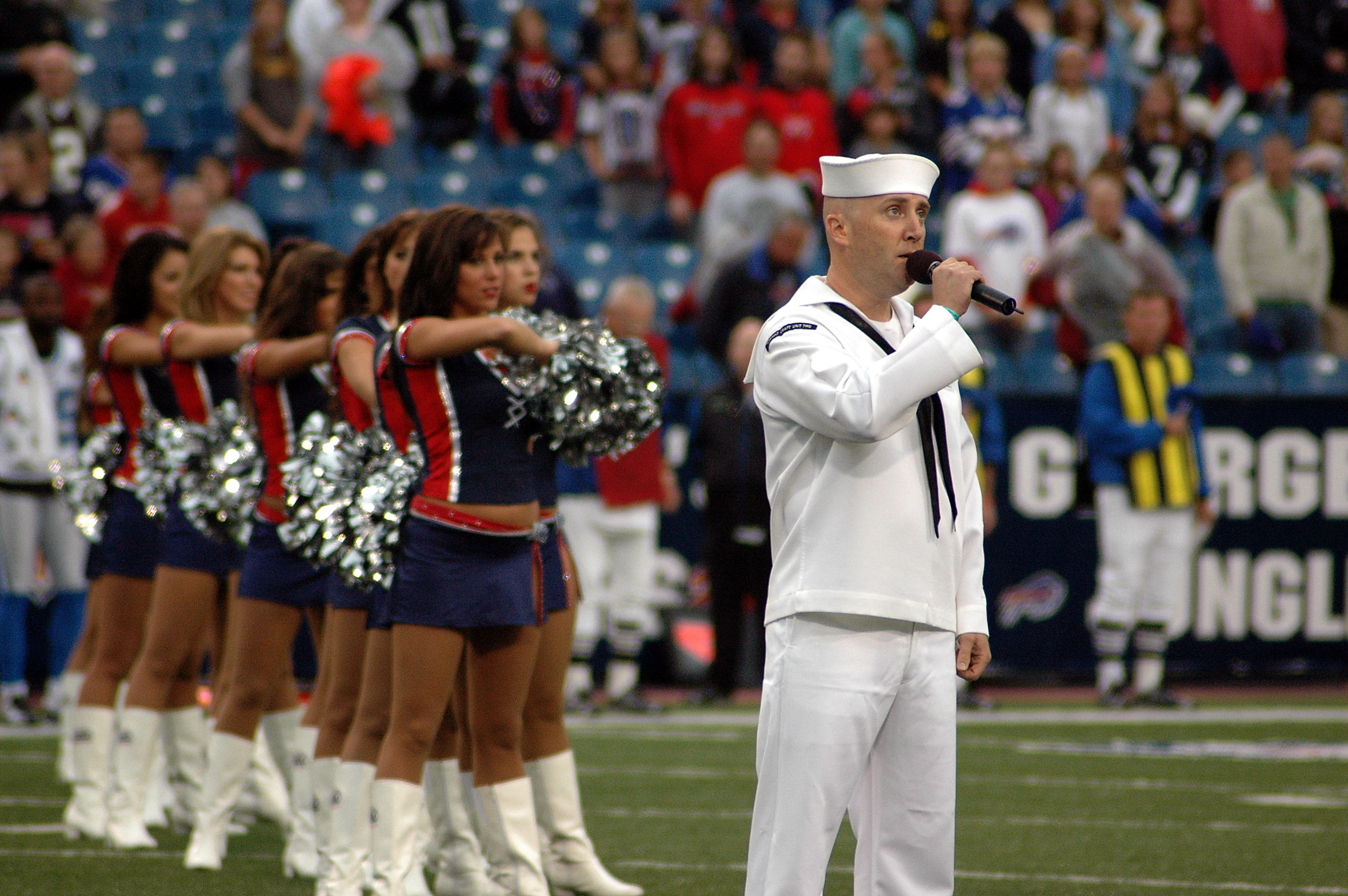
Integrantes do Buffalo Jills durante o canto do hino nacional estadunidense em um jogo da pré-temporada. 28 de agosto de 2008.

Buffalo Jills é a equipe de cheerleading da equipe de futebol americano profissional Buffalo Bills. Faz parte da National Football League Cheerleading. 
Os Bills tinham cheerleaders (animadoras de torcida, no Brasil) em 1960, quando chamavam-se de Buffalo Bills Cheerleaders.

## Histórico
Os Bills tinham líderes de torcida em 1960 conhecidos simplesmente como Cheerleaders Buffalo Bills, um grupo de oito líderes de torcida do Buffalo State College. Este grupo durou até 1965. Em 1967, o Buffalo Jills foram fundado e passaram de algumas jovens mulheres em uniformes de lã para um esquadrão de 36 jovens em trajes mais reveladores.
Em 1986, os Bills interromperam seus laços oficiais com o esquadrão, que foi terceirizado, a começar pela cadeia de fast food Mighty Taco. O vínculo empregatício entre club e grupo de cheerleaders está atualmente sendo contestado na justiça. Em dezembro de 2014, o juiz Timothy Drury, da Suprema Corte de Nova York, concluiu que as leis estabelecem os termos dos contratos das Jills e as aprovam.
Em 1995, buscando respeito e melhor remuneração, as Jills formaram o primeiro sindicato de líderes de torcida na NFL.
Elas têm vendido anualmente um calendário onde aparecem vestidas de maiô desde a temporada 2000-2001 e participam de vários eventos na região oeste de Nova York. As visitas a tropas das forças armadas americanas também são uma ocorrência regular e um grupo de oito meninas passou de 22 de fevereiro a 4 de março de 2007, visitando tropas no Iraque, a única equipe da NFL naquela turnê na época.
Logo após a seleção dos 35 membros da equipe para a temporada de 2014, um processo foi aberto em 22 de abril por cinco ex-Jills que alegaram que as líderes de torcida não foram pagas por horas em que trabalhavam. A gerência então decidiu dois dias depois por "suspender as operações" da equipe de líderes de torcida.